# Arta Velika
La Isla Arta Velika (en croata: Otok Arta Velika) Es una isla deshabitada en Croacia, en el centro de Dalmacia, parte del archipiélago de Šibenik en la costa de la ciudad de Šibenik. Se encuentra a 2,5 km al noroeste de la isla de Murter y la localidad más cercana a la isla es Pakoštane, a 5 km de distancia en el continente. El área de la isla es de 1,27 km² y su costa es de 5,53 kilómetros de largo. El punto más alto de la isla es Velika Glava, que tiene 95 metros de altura.